# 中央西区 (圣路易斯)
中央西区（Central West End）是美国密苏里州圣路易斯的一个社区，从市中心西部边缘到联和大道，毗邻森林公园 。圣路易圣殿主教座堂，以马赛克装饰著称。

## 名人
剧作家田纳西·威廉斯在此度过童年，而著名诗人T·S·艾略特的故居也位于此。威廉·柏洛茲的童年住所也在这里。